# زاروژیه
زاروژیه (به صربی: Zarožje) یک منطقهٔ مسکونی در صربستان است که در بایینا باشتا واقع شده‌است. زاروژیه ۶۱۹ نفر جمعیت دارد.